# Android KitKat
Android KitKat (он же Android 4.4 и Android K, изначально имевший название «Android Key Lime Pie») — одиннадцатая по счёту версия мобильной операционной системы Android, представляющей версию 4.4. Представлена и выпущена официально 31 октября 2013 года. Является последней версией, использующей графический интерфейс Holo — представленный еще в Honeycomb и доработанный в 4.0. Релиз нацелен в первую очередь на оптимизацию операционной системы для повышения производительности на устройствах с ограниченными ресурсами.
Первым телефоном с Android KitKat был Nexus 5, разработанный LG Electronics, был представлен 30 сентября 2013 года. Android KitKat получил в основном положительные отзывы журналистов за оптимизацию, особенно на устройствах до 512 Мб оперативной памяти. 
До октября 2017 года Android 4.4 все еще поддерживался исправлениями безопасности от Google для исходного кода. По состоянию на январь 2023 года (по сравнению с предыдущей за октябрь 2022 года), ▼(-0,2%) 0,7% всех устройств Android, имеющих доступ к Google Play, работали на KitKat. С августа 2023 года, система больше не поддерживает сервисы Google Play. Отсутствует возможность войти и использовать свою учетную запись.

## История названия
Представлена публике 3 сентября 2013 года и выпущена в виде бета-версии для некоторых моделей серии Google Nexus под названием Android K. Изначально релиз назывался «Key Lime Pie» (лаймовый пирог), но директор глобального сотрудничества Android Джон Лагерлинг и его команда отбросили это кодовое имя, решив, что «лишь некоторые знают вкус лаймового пирога». 
Разработчики стремились к «забавному и неожиданному» наименованию, тогда и появился вариант «KitKat». Лагерлинг связался с представительством Nestlé, владельцам бренда за пределами США (внутри страны маркой обладала The Hershey Company), и быстро договорился о сделке между двумя компаниями, вступившей в феврале 2013 года на очередном Всемирном Мобильном Конгрессе. Партнёрство не было гласным, и поэтому многие полагали, что версия 4.4 будет выпущена как «Key Lime Pie», вплоть до сентября 2013 года. В рамках рекламных усилий были выпущены батончики KitKat в форме логотипа робота Android, а Hershey провела в Соединенных Штатах конкурс с призами в виде планшетов Nexus 7 и кредита Google Play Store.

## Разработка
Основной задачей Android 4.4, как и Android 4.1-4.3, была оптимизация для повышения производительности без ущерба функциональности. Инициатива получила кодовое название «Проект Стройность». Её главный руководитель, Дейв Бёрк, шутил, что был план потери веса после Android JB — тогдашний «Project Butter» («Проект Масло») «добавил веса» в ОС. Для имитации низких спецификаций устройств, Android-разработчики использовали Nexus 4 с ослабленными процессорами, чтобы активно работало на пониженной скорости процессора только одно ядро, 512 МБ памяти, а в разрешении-спецификации дисплея 960x540 предназначены для представления слабых Android-устройств. Инструмент развития, известный как proctools, разработан для анализа использования памяти приложениями с течением времени, особенно тех, у которых работают фоновые службы. Эти данные были использованы для оптимизации и отвязки приложений и сервисов Google оказываются неэффективными, тем самым помогая снизить потребление памяти. Кроме того, Android K был разработан, чтобы быть более агрессивным в управлении памятью: помощь защиты от приложений тратит слишком много памяти.

## Изменения

### 4.4
- Новое пасхальное яйцо (плитки разнообразных цветов с изображениями робота Android, кексов, желе-бобов и других вещей; эти плитки случайно меняются местами и меняют свой размер; также можно нажать на плитку, тогда она переместится, и, возможно, изменит свой размер).
- Google Now, активный голосовой помощник.
- Отображение обложек и кнопок управления на экране блокировки при воспроизведении музыки или показе фильмов через Chromecast.
- Кнопки навигации и панель уведомлений автоматически скрываются.
- Более быстрое переключение задач и распределение памяти.
- Приоритетность в телефонной книге.
- Умный определитель номера и звонящей организации.
- Центр общения в приложении Hangouts.
- Японские смайлики в стандартной клавиатуре.
- Поддержка облачных принтеров.
- Быстрое сохранение файлов в облако.
- Поддержка Message Access Profile в автомобилях с Bluetooth.
- Поддержка Chromecast.
- Запуск веб-приложений через Chrome.
- Отображение субтитров к фильмам в стандартном видеоплеере.
- «Удаленное управление Android».
- Обновлённый дизайн загрузчика файлов: списком или миниатюрами.
- Переключение лаунчеров через настройки телефона.
- Обновление почты.
- Поддержка приложений через инфракрасный порт.
- Доступ к настройкам определения местоположения через значок в «Быстрых настройках».
- Настройка способа определения местоположения: точное или с меньшим расходом батареи.
- Запуск приложений в песочнице.
- Поддержка шагомеров.
- Осуществление платежей через Google Кошелёк и хранение статистики.
- Бета-версия Android Runtime (ART)
- Иммерсивный режим.
- Обновление API до версии 19.

### 4.4.1
- Устранение небольших ошибок.

### 4.4.2
- Улучшение камеры Nexus 5, уменьшение лага затвора, более точная фокусировка и лучший баланс белого. Также включает исправление некоторых ошибок и улучшение производительности. Nexus 7 2012 добавили «беспроводной монитор» Настройки — Экран.

### 4.4.3
- Улучшенный интерфейс номеронабирателя и приложения «Контакты».
- Различные исправления и улучшения.

### 4.4.4
- Исправлена ошибка безопасности, связанная с OpenSSL.

### 4.4W
- Первоначальный выпуск платформы Android Wear для умных часов: то же, что Android 4.4, но с добавлением носимых расширений в API.
- Обновление API до версии 20.

### 4.4W.1
- Обновления пользовательского интерфейса для навигации и сигналов Google Maps.

### 4.4W.2
- Офлайн-воспроизведение музыки.
- Поддержка GPS.

## Критика

### Отключение записи на карту памяти
Доступ для записи на карты памяти MicroSD для несистемного (установленного пользователем) программного обеспечения был отключен в этой версии Android, и нет официальной возможности вручную предоставить выбранным приложениям доступ для записи. В ответ многие пользователи начали рутировать свои устройства, чтобы обойти ограничение. Ограничение было официально снято в Android Lollipop, хотя и только для приложений с обновленным уровнем API (≥20), ограничивая обратную совместимость. На доступ к записи во внутреннюю память и USB On-The-Go ограничение пока не повлияло.